# Янковичский сельсовет
Янковичский сельсовет — административная единица на территории Россонского района Витебской области Белоруссии. Административный центр — деревня Янковичи.

## Состав
Янковичский сельсовет включает 18 населённых пунктов:
- Болбечино — деревня.
- Борисково — деревня.
- Булгаки — деревня.
- Горспля[3] — деревня.
- Грибел — деревня.
- Грибово — деревня.
- Долгоборье — деревня.
- Лазарево — деревня.
- Липовка — деревня.
- Мариница — деревня.
- Межно — деревня.
- Прибытки — деревня.
- Прихабы — деревня.
- Рудня — деревня.
- Селявщина — агрогородок.
- Тофели — деревня.
- Череповка — деревня.
- Янковичи — деревня.

Упразднённые населённые пункты:
- Горовцы — деревня.
- Замошье — деревня[4].